# Deidier

La Mesure des surfaces et des solides, 1740

L'abbé Deidier (Marseille 1698-Paris 1746) est un  mathématicien, professeur au séminaire d'Aix et à l'école d'artillerie de La Fère.
Après avoir fait l'éducation de Louis-Ferdinand de Croÿ (1713 - tué le 17 août 1761), l'abbé Deidier rédige Le Parfait Ingénieur français, un ouvrage sur les méthodes de fortification, entre autres, de Sébastien Le Prestre de Vauban. D'abord publié anonymement à Amsterdam en 1734, cet ouvrage sera réédité à plusieurs reprises.  
On lui attribue les Lettres d'un mathématicien à un abbé parues à Paris en 1737, dans lesquelles il discute des fondements du calcul infinitésimal. 
Auteur de plusieurs autres livres de mathématiques, il est nommé vers 1741 professeur de mathématiques à l'école d'artillerie de La Fère, où il succède à Bernard Forest de Bélidor et publie son cours en 1745. Une seconde édition de ce cours sera publiée en 1773 par François Para du Phanjas.
Il a aussi voulu participer à la querelle des forces vives (vis viva) aux côtés notamment de Dortous de Mairan et contre Émilie du Châtelet. Mais son mémoire a eu peu de retentissement.

## Travaux
- Deidier, Le Parfait Ingénieur françois, ou la fortification offensive et défensive: contenant la construction, l'attaque et la défense des places régulières et irrégulières, selon les méthodes des plus habiles auteurs de l'Europe, qui ont écrit sur cette science : on y trouvera aussi des manières de fortifier les places irrégulières, plus facilement & beaucoup mieux, qu'on n'a fait jusqu'ici, Paris, Compagnie des libraires, 1742 (lire en ligne)[4].

- Deidier, Lettre d'un mathématicien à un abbé , où l'on fait voir : 1° que la matière n'est pas divisible à l'infini ; 2° que parmi les estres crééz il ne scauroit y avoir d'infinis en nombre ni en grandeur ; 3° enfin, que les métaphysiciens qui pensent autrement abusent des mathématiques et de leurs démonstrations, lorsqu'ils s'en servent pour appuyer leurs opinions. - Seconde lettre d'un mathématicien à un abbé. La matière réduite à ses justes bornes par la vraie métaphysique et les mathématiques. - Troisième lettre d'un mathématicien à un abbé, contenant la solution de plusieurs difficultez métaphysiques et mathématiques qu'on pourrait proposer contre les indivisibles de la matière, Paris, Charles-Antoine Jombert, 1737 (lire en ligne).

- Deidier, La Science des géomètres, ou la théorie et la pratique de la géométrie. Contenant non seulement ce qui est compris dans les Éléments d'Euclides, mais encore la trigonometrie, la longimetrie, l'altimetrie, le nivellement, la planimetrie, la géodésie, la méthode des indivisibles, les sections coniques, la stereometrie, le jaugeage, ma mesure des onglets, des corps annulaires, des solides à arêtes courbes, concaves & convexes, & des voutes de toutes especes, & enfin tout ce qui peut concerner la mesure des coprs & de leurs surfaces. Ouvrage travaillé dans un goût nouveau & sans aucun calcul, à l'usage de ceux qui ne sont point versés dans l'algèbre, Paris, Charles-Antoine Jombert, 1739 (lire en ligne).

- Deidier, L'Arithmétique des géomètres, ou nouveaux éléments de mathématiques. Contenant la théorie et la pratique de l'arithmétique; une introduction à l'Algèbre & à l'analyse; avec la résolution des équations du second & du troisième degré; les raisons, proportions & progressions arithmétiques & géométriques; les combinaisons, l'arithmétique des infinis; les logarithmes, les fractions décimales, &c. Ouvrage très-utile pour mettre les commençans en état d'apprendre par eux-mêmes, & sans le secours d'aucuns maîtres, tout ce qu'il y a de plus nécessaire à savoir dans cette science, Paris, Charles-Antoine Jombert, 1739 (lire en ligne).

- Deidier, Le Calcul différentiel et le calcul intégral, expliqués et appliquées à la géométrie, avec un traité préliminaire contenant la manière de résoudre les Equations de quelque degré qu'elles soient, les propriétés des Séries, les Equations qui expriment la nature des Courbes, les lieux Géométriques, la Construction Géométrique des Equations, & la Solution des Problèmes déterminés & indéterminés, Paris, Charles-Antoine Jombert, 1740 (lire en ligne).

- Deidier, La Mesure des surfaces et des solides, par l'arithmétique des infinis et les centres de gravité, Paris, Charles-Antoine Jombert, 1740 (lire en ligne).

- Deidier, La Mechanique générale, contenant la statique, l'airometrie, l'hydrostatique, et l'hydraulique, pour servir d'introduction aux sciences physico-mathématiques, Paris, Charles-Antoine Jombert, 1741 (lire en ligne).

- Deidier, Nouvelle réfutation de l'hypothèse des forces vives, Paris, Charles-Antoine Jombert, 1741 (lire en ligne).

- Deidier, Traité de perspective théorique et pratique, Paris, Charles-Antoine Jombert, 1744 (lire en ligne).

- Deidier, Elemens generaux des principales parties des mathématiques, necessaires a l'artillerie et au génie, Paris, Charles-Antoine Jombert, 1745 (vol. 1; vol. 2).